# John Torrance
John Torrance (8 juin 1786 - 20 janvier 1870) fut un marchand et entrepreneur de Montréal. Il est entré dans le secteur ferroviaire dans les années 1830, il a navigué des bateaux à vapeur sur le fleuve. Il a également été administrateur de la Banque de Montréal et étroitement impliqué dans beaucoup d'aspects pour faire la progression de Montréal dans les années 1820 à 1850. Sa maison, St. Antoine Hall, était un des premiers domaines du Mille carré doré.

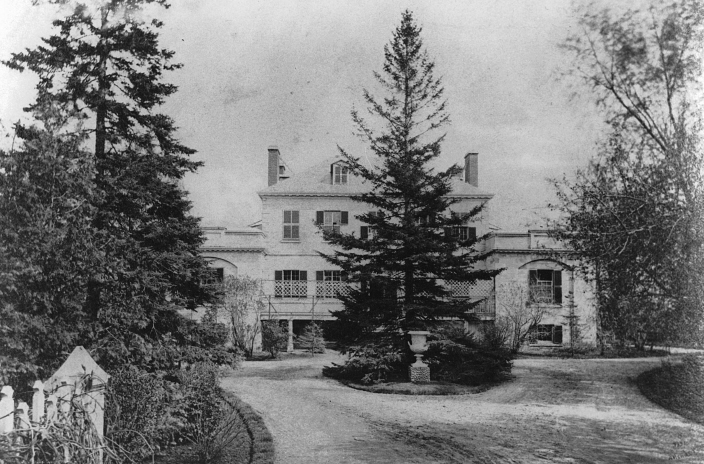
St Antoine Hall, Montréal vers 1870